# Phaedyma mastusia
Phaedyma mastusia är en fjärilsart som beskrevs av Hans Fruhstorfer 1908. Phaedyma mastusia ingår i släktet Phaedyma och familjen praktfjärilar. Inga underarter finns listade i Catalogue of Life.